# Riihimäki–Sankt Petersburg-banan
| Straight track |

| Station on track |

| Unknown BSicon "LSTR" |

| Unknown BSicon "ABZg+r" |

| Junction both to and from left |

| Station on track |

| Unknown BSicon "ABZglr" |

| Unknown BSicon "LSTR" |

| Unknown BSicon "ABZg+l" |

| Station on track |

| Unknown BSicon "ABZgr" |

| Unknown BSicon "LSTR" |

| Non-passenger station/depot on track |

| Unknown BSicon "ABZgl" |

| Station on track |

| Restricted border on track |

| Station on track |

| Station on track |

| Station on track |

| Unknown BSicon "LSTR" |

| Station on track |

| Unknown BSicon "LSTR" |

| End station |

| Straight track |

| Station on track |

| Unknown BSicon "LSTR" |

| Unknown BSicon "ABZg+r" |

| Junction both to and from left |

| Station on track |

| Unknown BSicon "ABZglr" |

| Unknown BSicon "LSTR" |

| Unknown BSicon "ABZg+l" |

| Station on track |

| Unknown BSicon "ABZgr" |

| Unknown BSicon "LSTR" |

| Non-passenger station/depot on track |

| Unknown BSicon "ABZgl" |

| Station on track |

| Restricted border on track |

| Station on track |

| Station on track |

| Station on track |

| Unknown BSicon "LSTR" |

| Station on track |

| Unknown BSicon "LSTR" |

| End station |

Riihimäki-Sankt Petersburg-banan, som även kallas Sankt Petersburgbanan, är en del av Finlands och Rysslands järnvägsnät. Bansträckningen går från Riihimäki, via Lahtis, Kouvola och Viborg till Finlandsstationen i Sankt Petersburg. Dess längd uppgår till 385 km. Banan är dubbelspårig mellan Riihimäki och Luumäki samt mellan Viborg och Sankt Petersburg, och enkelspårig däremellan.

## Passagerartrafik
Det går tre persontåg över gränsen i vardera riktning: två dagtåg Helsingfors–Sankt Petersburg, och ett nattåg Helsingfors–Moskva. Det finns också tåg Helsingfors–Joensuu och Viborg–Sankt Petersburg. Högsta tillåtna hastighet är inom Finland 200 km/h (2011; utom Luumäki-Vainikkala som har 140 km/h).
Sedan 2010 går snabbtåg med namnet Allegro med tåg med 220 km/h maxfart. Den ryska järnvägen Sankt Petersburg–gränsen tillåter upp till 200 km/h. Gränskontrollen har snabbas upp. Persontågen tar nu 3:36 timme på 417 km sträcka (mot 5:30 tidigare). Den ryska sträckan inklusive gränspassage tar nu 1:40 mot 3:40 förr. Godstrafiken har flyttats till en delvis ny järnväg via Kamennogorsk.

## Historik
Riihimäki-Sankt Petersburg-banan togs först i bruk mellan Riihimäki och Lahtis 1869, och banan till Sankt Petersburg stod färdig den 11 september 1870. Det var den näst äldsta järnvägen i Finland efter Helsingfors-Tavastehus-banan. Redan vid dess färdigställande kom den att bli en viktig trafikkanal, eftersom den förband Finland och Sankt Petersburg som var den dåvarande huvudstaden i Ryssland. År 2006 öppnades Lahtis direktbana mellan Helsingfors och Lahtis och där går Rysslandstågen nu. Hastigheten höjdes år 2010 från 140 till 200 km/h mellan Lahtis och Luumäki, inför införandet av snabbtåg mellan Helsingfors-Sankt Petersburg.